# Сирота Йосип Аронович
Йосип Аронович Сирота (нар. 19 травня 1905, Житомир — пом. 19 серпня 1997, Харків) — український живописець; член Харківської організації Спілки художників України з 1939 року.

## Біографія
Народився 19 травня 1905 року в місті Житомирі (тепер Україна). У 1926—1929 роках навчався у Київському художньому інституті, де його навчали Михайло Бернштейн, Федір Кричевський, Віктор Пальмов; у 1930—1932 роках — у Харківському художньому інституті.
Брав участь у німецько-радянській війні. Член КПРС.
Жив у Харкові, в будинку на вулиці Отакара Яроша № 21а, квартира 8. Помер у Харкові 19 серпня 1997 року.

## Творчість
Працював в галузі станкового живопису. Серед робіт:
- «Арешт М. Тевелєва» (1932);
- «Повстання в Борзні» (1934);
- «Т. Г. Шевченко і М. С. Щепкін» (1940);
- «Амангельди Іманов озброює народ» (1945);
- портрет І. В. Курманова (1954).

Браів участь у республіканських виставках з 1955 року. Персональна виставка відбулася в Алма-Аті у 1945 році.